# Hochschule Campus Wien
Die Hochschule  Campus Wien,  bis 2025 FH Campus Wien ist eine österreichische Hochschule für Angewandte Wissenschaften mit Sitz in Wien. Mit rund 8.500 Studierenden ist die Hochschule Campus Wien die größte Hochschule für Angewandte Wissenschaften Österreichs. Sie bietet Bachelor- und Masterstudiengänge sowie Weiterbildungslehrgänge, die in sieben Departments organisiert sind: Angewandte Pflegewissenschaft, Applied Life Sciences, Bauen und Gestalten, Gesundheitswissenschaften, Soziales, Technik sowie Verwaltung, Wirtschaft, Sicherheit, Politik. Der Hauptstandort der Hochschule Campus Wien befindet sich in der Favoritenstraße im 10. Wiener Gemeindebezirk.

## Geschichte
Die FH Campus Wien entstand 2001 durch die Zusammenlegung zweier Fachhochschulträger (FH Bau/Camillo Sitte Lehranstalt und Campus Favoriten). Damals wurden die zwei Diplomstudiengänge Technisches Projekt- und Prozessmanagement und Bauingenieurwesen – Baumanagement angeboten. Im Herbst 2002 wurden die „Akademie für Sozialarbeit der Stadt Wien“ und die „Bundesakademie für Sozialarbeit in Wien“ integriert und somit  um fünf Diplomstudiengänge erweitert. 2003 begann das berufsbegleitende FH-Studium Bioengineering mit Standort an der Universität für Bodenkultur.
Die Organisation war zunächst ein „Erhalter von FH-Studiengängen“, 2004 erhielt sie den Status einer Fachhochschule. 2007 wurden die Ausbildung der gehobenen medizinisch-technischen Dienste (MTD) und Hebammen der Stadt Wien an die Hochschule Campus Wien übergeführt. Zuvor wurden die Ausbildungen vom Wiener Krankenanstaltenverbund (KAV), heute WIGEV (Wiener Gesundheitsverbund), in Form von Akademien ausgerichtet. Die Bachelorstudiengänge wurden ab Herbst 2007 von der Hochschule Campus Wien angeboten, verblieben jedoch vorerst an ihren bisherigen Standorten an fünf Wiener Krankenhäusern. Seit 2009 wurden durch die Übersiedelungen in das neu errichtete Hochschulgebäude in der Favoritenstraße 226 im 10. Wiener Gemeindebezirk Favoriten 14 Standorte auf 4 zusammengelegt. Der Neubau wurde von Delugan Meissl geplant.
Im Herbst 2022 wurde am Standort Favoriten das neue Gebäude in der Favoritenstraße 222 in Betrieb genommen. Im neuen Gebäude hat das gesamte Department Applied Life Sciences Platz gefunden, das bis dahin am Vienna BioCenter im dritten Wiener Gemeindebezirk und am Standort der Universität für Bodenkultur (BOKU) in der Muthgasse 62 angesiedelt war. Durch frei werdende Flächen konnte auch der Studiengang Public Management von Schloss Laudon – Oktogon an den Hauptstandort in Favoriten ziehen. Im Zuge der Erweiterung übersiedelte das Department Soziales vorübergehend in die Kelsenstraße. Mit dem Studienjahr 2024/25 wurde das dritten Gebäude in der Favoritenstraße 232 mit einer Fläche von rund 42.000 m² in Betrieb genommen. 2025 ist das Department Soziales wieder an den Hauptstandort zurückgekehrt.
Mit September 2023 wurde die Hochschulleitung um die Position einer COO (Doris Link) erweitert. Zeitgleich wurde nach der Pensionierung Arthur Mettingers Evelyn Süss-Stepancik neue Vizerektorin für Lehre und Internationales. Im Juli 2025 wurde Heimo Sandtner für eine zweite Amtszeit ab dem 1. Februar 2026 als Rektor der Hochschule Campus Wien wiederbestellt.

## Forschung
Die Hochschule Campus Wien setzt Forschungsprojekte in zehn Forschungszentren um:
- Forschungszentrum Molecular Biotechnology
- Forschungszentrum Nachhaltigkeitsbewertung und Verpackungslösungen
- Forschungszentrum Bauen und Gestalten
- Forschungszentrum Gesundheitswissenschaften
- Zentrum für Angewandte Pflegeforschung
- Forschungszentrum Soziale Arbeit
- Forschungszentrum IT-Security
- Forschungszentrum AI, Software and Safety
- Forschungszentrum Verwaltungswissenschaften
- Forschungszentrum Digital Health and Care[17]

## Rektoren
- 2004 bis 2012: Heinz Schmidt[18]
- 2012–2015: Arthur Mettinger
- 2015–2022: Barbara Bittner[1]
- ab 2022: Heimo Sandtner[19]

## Studiengänge

### Bachelor- und Masterstudiengänge
Die Hochschule Campus Wien stellte ab dem Studienjahr 2006/2007 alle Studiengänge auf das Bachelor-Master-System um. Sie bestehen seither aus einem Basisstudium und mindestens einem Aufbaustudium. Die Studiendauer für Bachelorstudiengänge beträgt sechs und für die Masterstudiengänge vier Semester. Diese ordentlichen Studien sind entweder Vollzeit oder berufsbegleitend organisiert. Sie werden, wie im österreichischen FH-Sektor üblich, durch staatliche Studienplatzfinanzierung finanziert.

### Weiterbildungslehrgänge
An der Hochschule Campus Wien sind mehrere Weiterbildungslehrgänge eingerichtet, die entsprechend den Regelungen des Fachhochschulstudiengesetzes entweder mit einem akademischen Expertentitel oder – bei Lehrgängen, die mit ausländischen Masterprogrammen vergleichbar sind – mit einem Mastergrad abschließen. Weiterbildungsprogramme werden durch kostendeckende Studiengebühren finanziert.

### Akademische Grade und weitere Abschlüsse
In den ordentlichen Studien werden die in Österreich üblichen Bachelor- und Mastergrade erlangt, jeweils mit einem Zusatz, der das Studium beschreibt. Die Weiterbildungslehrgänge schließen mit akademischen Expertentiteln oder Mastergraden ab.

### ECTS-Credits
Das ECTS-System ist, wie an allen österreichischen Fachhochschulen, umgesetzt.